# Watendlath Beck
Der Watendlath Beck ist ein kleiner Fluss im Lake District in der englischen Grafschaft Cumbria.
Der Watendlath Beck hat seinen Ursprung im Watendlath Tarn, dessen einziger Abfluss er ist. Der Fluss fließt in nördlicher Richtung und kurz vor seiner Mündung in das südliche Ende des Derwent Water stürzt er über die Lodore Falls.